# Saint-Ciers-de-Canesse
Saint-Ciers-de-Canesse är en kommun i departementet Gironde i regionen Nouvelle-Aquitaine i sydvästra Frankrike. Kommunen ligger i kantonen Bourg som tillhör arrondissementet Blaye. År 2022 hade Saint-Ciers-de-Canesse 754 invånare.

## Befolkningsutveckling
Antalet invånare i kommunen Saint-Ciers-de-Canesse
Referens:INSEE